# 盛颙
盛颙（1418年—1492年），字時望，號冰壑，直隸無錫縣人，明朝政治人物。

## 生平
正統六年（1441年）辛酉科應天鄉試第七十名舉人，景泰二年（1451年），中進士，為監察御史。因彈劾曹吉祥、石亨，降為束鹿知縣，有善政。天順七年，升任福建邵武府知府，有政績。再升陝西左布政使，治理軍民饋餉無缺。成化年間，升爲刑部右侍郎。成化十九年，山東旱災，改為左副都御史往巡撫。三年后，因老辭職。